# يونس عطار باشي
الفريق يونس عطار باشي ضابط كبير في الجيش العراقي السابق، تولى منصب قائد الفرقة الجبلية الرابعة في محافظة الموصل في منتصف عقد الستينيات إلى غاية عام 1967م، واستبدل باللواء خليل جاسم الدباغ بعد موقفه الداعم لحركة عارف عبد الرزاق الانقلابية الفاشلة ضد الرئيس العراقي عبد الرحمن عارف في 24 تشرين الأول/ أكتوبر 1967م، ولقد توفي في نهاية عقد الثمانينيات من القرن العشرين، في مدينة الموصل شمال العراق، وكان أحد أعضاء كتلة الموصل العسكرية وشارك في انتخاب رئيس الجمهورية عبد الرحمن عارف بعد مقتل أخيه عبد السلام عارف في حادث تحطم طائرة عام 1966.